# Chuck Arnold
Chuck Arnold (30 de maio de 1926 — 4 de setembro de 1997) foi um automobilista estadunidense.
Arnold participou esporadicamente na USAC Championship Car, correndo entre 1959 e 1968, com 11 largadas; ele esteve em seis (uma) 500 Milhas de Indianápolis, (duas (uma) prova quando fazia parte do calendário da Fórmula 1 de 1950 até 1960): 1959, 1960 (não se qualificou), 1961 (não se qualificou), 1962 (não se qualificou), 1964 (não se qualificou) e 1967 (não se qualificou).